# Puro hållplats
Puro hållplats var en järnvägshållplats i nuvarande Keuru stad i Finland. Den låg vid Haapamäki–Björneborg-banan. Hållplatsen öppnades den 15 maj 1939. Passagerartrafiken och hela hållplatsen lades ned den 31 maj 1981 på samma gång som resten av Björneborg–Haapamäki-banan.